# Hugo Montenegro
Hugo Montenegro (New York, 2 settembre 1925 – New York, 6 febbraio 1981) è stato un compositore e direttore d'orchestra statunitense.

## Biografia
Montenegro si dedicò all'elettronica, e le sue opere furono di grande influenza per le future generazioni di musicisti di quel tipo di musica. Diede una svolta retro/futuristica grazie all'uso del sintetizzatore Moog, e aiutò ad accrescerne la popolarità.
Montenegro viene ricordato inoltre per le sue interpretazioni dei classici come il pezzo di Ennio Morricone Il buono, il brutto, il cattivo che raggiunse nel 1968 la seconda posizione nella classifica di Billboard.
Alla fine degli anni settanta un enfisema mise fine alla sua carriera musicale, e morì di malattia nel 1981.

## Discografia
- Hurry Sundown, Original Motion Picture Soundtrack, 1966